# L'Épée de Cristal

L'Épée de Cristal est une série de bande dessinée d'heroic fantasy lancée en 1989 chez Vents d'Ouest par le scénariste Jacky Goupil, le dessinateur Crisse et la coloriste Anyk. Publié jusqu'en 1994, le premier cycle de cinq albums connaît un grand succès public.
En 2004, un second cycle est lancé en 2004 avec une nouvelle équipe chez Soleil mais seul un album est publié. Entre 2015 et 2018, Vents d'Ouest publie un spin-off dont l'action se déroule 200 ans après la série principale : le triptyque Zorya la noire écrit par Sylvia Douyé, dessinée par Fabio Lai et mis en couleurs par Claudia Chec.

## Synopsis
Zorya doit sauver son univers en régénérant le pentacle, symbole des cinq sens. Pour cela, elle devra réunir les masques de Gestalt détenus par les cinq maîtres des sens. Elle fera la rencontre de Téome et de Brisbane qui l'aideront tout au long de sa périlleuse aventure. Brisbane lui fournira une épée nommée Beryl qui lui sera d'un précieux secours face aux maléfiques grinches, serviteurs du Néant.

## Albums
- Jacky Goupil (scénario) et Crisse (dessin), L'Épée de Cristal, Vents d'Ouest :

1. Le Parfum des grinches, 1989  (ISBN 9782749301174)[1].
2. Le Regard de Wenlock, 1991  (ISBN 2-86967-124-5).
3. La Main de la Mangrove, 1991  (ISBN 2-86967-134-2).
4. Le Cri du grousse, 1992  (ISBN 2-86967-198-9).
5. Le Goût de Sulfur (1994  (ISBN 2-86967-292-6).
  - Les Arcanes, 1995  (ISBN 2-86967-391-4). Guide sur l'univers de la série.
  - L'Épée de Cristal (intégrale), 1995  (ISBN 2-86967-392-2).

- Kainzow (scénario) et Christian Boube (dessin), L'Épée de Cristal, Soleil :

1. La Cité des vents, 2004 (ISBN 2-84565-688-2).